# Cecil (Georgia)
Cecil è un comune degli Stati Uniti d'America, situato nello Stato della Georgia, nella contea di Cook.